# Brad Renfro
Bradley Barron 'Brad' Renfro (Knoxville (Tennessee), 25 juli 1982 - Los Angeles (Californië), 15 januari 2008) was een Amerikaans filmacteur en voormalig tieneridool.
Renfro was tien jaar toen hij werd ontdekt door een regisseur. Hij kreeg meteen een grote rol in de film The Client, die in 1994 werd uitgebracht. Door de jaren heen acteerde hij in diverse films en stond na zijn kindsterperiode bekend als 'bad boy'. In 1998 raakte hij verslaafd aan drank en drugs. Hij werd hiervoor verschillende malen gearresteerd.
Op zijn achttiende probeerde hij met een vriend een luxueus jacht ter waarde van 175.000 dollar uit een haven te stelen maar ze waren vergeten het schip los te maken, waardoor het bij het wegvaren terugkaatste op de steiger en veel schade veroorzaakte.
Begin 2008 overleed Brad Renfro op 25-jarige leeftijd aan een overdosis heroïne en morfine.

## Filmografie
- 2008: The Informers
- 2006: 10th & Wolf
- 2005: Coat Pockets
- 2005: The Jacket
- 2005: Hollywood Flies
- 2004: Mummy an' the Armadillo
- 2003: The Job
- 2002: American Girl
- 2001: Ghost World
- 2001: Bully
- 2001: Tart
- 2001: Happy Campers
- 2000: Meter Man
- 2000: Skipped Parts
- 2000: Herschel Hopper: New York Rabbit
- 1999: 2 Little, 2 Late
- 1998: Apt Pupil
- 1997: Telling Lies in America
- 1996: Sleepers
- 1995: Tom and Huck
- 1995: The Cure
- 1994: The Client